# Rolls-Royce Welland
Rolls-Royce RB.23 Welland je bio prvi britanski turbomlazni motor. Dizajnirao ga je Frank Whittle iz Power Jetsa. Prvotno je bilo zamišljeno da ga proizvodi Rover kao W.2B/23. Roverova neprestana kašnjenja s pokretanjem proizvodnje i rastući Whittleova ljutnja na Rover koja je rasla zbog toga što je Rover iza njegovih leđa radio na dizajnu svog motora, W.2B/26, dovela je do preseljenja projekta u Rolls-Royce gdje se Stanley Hooker pridružio timu iz Rollsovog pogona turbokompresorskog pogona.  Hookerovo iskustvo u dizajnu turbokompresora, uz poboljšane metala i sustave izgaranja, vratilo je motor na trake, iako ga je već umnogome nadišao Roverov W.2B/26 koji je postao Rolls-Royce Derwent.
Motoru je dano ime Welland prema engleskoj rijeci Welland. U proizvodnju je ušao 1943. gdje je rabljen za Gloster Meteor.

### Proizvodnja
Od listopada 1943. dostavljeno je Wellanda iz Rolls-Royceovog pgona u Barnoldswicku. Dotad je motor Rolls-Royce Derwent koji je dizajnirao Adrian Lombard već se pokazao pouzdanijim i ponešto snažnijim pa se prestalo s proizvodnjom Wellanda.

## Specifikacije (Welland)
Specifikacije prema
Opća svojstva
- vrsta: turbomlazni motor s centrifugalnim kompresorom
- dužina: 1574,8 mm
- promjer: 1092,2 mm
- masa suhog motora: 385,6 kg

- najveći potisak:  7,1 kN
- omjer potiska i mase: 0,0185 kN/kg

## Vanjske poveznice
- The Welland at enginehistory.org  Arhivirana inačica izvorne stranice od 31. siječnja 2010. (Wayback Machine)